# Delfinul (581)
Delfinul (с рум. — «Дельфин»), по советской классификации Б-801 — советская и румынская подводная лодка проекта 877Э. Единственная подводная лодка в составе ВМС Румынии на данный момент. Базируется в порте Констанца. Из-за недостатка финансирования с 1995 года состоит в резерве .

## История
Подводная лодка Б-801 была закуплена Румынией для того, чтобы проводить учения для противолодочных кораблей. Китай предлагал Румынии закупить шесть подлодок проекта 633, построив две в Китае (одну при помощи румынских рабочих) и четыре в Румынии. Однако румынам не понравился внешний вид, и они предпочли закупить советское оружие. В 1984 году румыны заказали у СССР подводную лодку по цене 61,5 миллионов долларов США. Построена подлодка была на заводе «Красное Сормово» № 112 в Горьком. Обучение экипаж подводной лодки проходил в СССР. Подводная лодка получила имя «Дельфинул» и бортовой номер 581, в состав флота вошла в 1985 году. Румыния планировала закупить ещё две подлодки, но финансовое положение не позволяло этого сделать.

## Служба
Подлодка выполнила 67 учебно-боевых заданий, проведя в море 2000 часов. В ходе миссий экипаж подлодки выпустил 23 торпеды и установил две морские мины. В 1996 году ресурс аккумуляторных батарей подводной лодки был израсходован, и она ушла в резерв. С 2001 года она используется в морской академии «Мирча чел Бэтрын». С 1996 года предлагаются разнообразные планы по ремонту и модернизации подлодки, однако никто их до сих пор не осуществил.